# Peix gat bru
El peix gat bru (Ameiurus nebulosus) és una espècie de peix de la família dels ictalúrids i de l'ordre dels siluriformes. És originari de Nord-amèrica i ha estat introduït a l'Iran, Turquia i Irlanda entre altres països. El peix gat bru ha estat catalogat en alguns llocs com a espècie invasora que competeix fortament amb les espècies autòctones. Poden assolir els 55 cm de llargària total.